# Lincoln (Engeland)
Lincoln is een district  met de officiële titel van city, in Engeland. Het ligt in het shire-graafschap (non-metropolitan county OF county) Lincolnshire.
De kathedraal van Lincoln staat hoger dan de stad zelf. De stad is gebouwd op de plaats, waar vanuit het zuiden een heuvel (Steep Hill) uit het landschap omhoog komt. Op de plaats waar deze heuvel het hoogste punt bereikt is de kathedraal gebouwd. Het centrum van Lincoln is tegen deze heuvel op gebouwd. Vanaf de kathedraal naar het noorden blijft de hoogte over een rug ongeveer hetzelfde. Lincoln is dus het begin van een naar het noorden lopende heuvelrug, zoals er meer zijn in Engeland, waarvan de hoogte hetzelfde blijft.
In Lincoln is er een universiteit, de University of Lincoln, maar die bestaat pas sinds 2001 in haar huidige vorm.

## Geschiedenis
In het jaar 48 stichtte een Romeins legioen, het Legio IX Hispana, een castra op de plaats van het tegenwoordige Lincoln. In 96 werd het legerkamp, dat toen Lindum Colonia heette, een plaats voor Romeinse veteranen. De Newport Arch is nog een overblijfsel van de Romeinse noordpoort.
De Normandiërs onder leiding van Willem de Veroveraar bouwden in 1068 het strategisch belangrijke Lincoln Castle (nu museum met een van de vier overgebleven exemplaren van de Magna Carta). Ook begonnen zij met de bouw van de kathedraal. De stad ontwikkelde zich tot een belangrijk centrum van de wolhandel en de lakenindustrie. In 1123 vond in Lincoln een grote stadsbrand plaats.
In Lincoln bevindt zich ook de High Bridge, een brug uit 1160 met daarop 16de-eeuwse vakwerkhuizen.

## Bezienswaardigheden

### De kathedraal
De kathedraal van Lincoln, Lincoln Cathedral, volledige naam The Cathedral Church of the Blessed Virgin Mary of Lincoln, is een historische kathedraal in het centrum van de stad. De kathedraal staat bekend als een meesterwerk van de Britse architectuur. Het bouwwerk was van rond 1310 tot 1548 het hoogste ter wereld. Inclusief de vieringtoren zou de kathedraal ongeveer 160 meter hoog zijn geweest. Aan die status kwam in 1548 een einde toen de spits tijdens een storm instortte.
- Lincoln Castle
- High Bridge
- Guildhall and Stonebow
- Steep Hill
- Newport Arch
- Lincoln Museum
- Usher Gallery

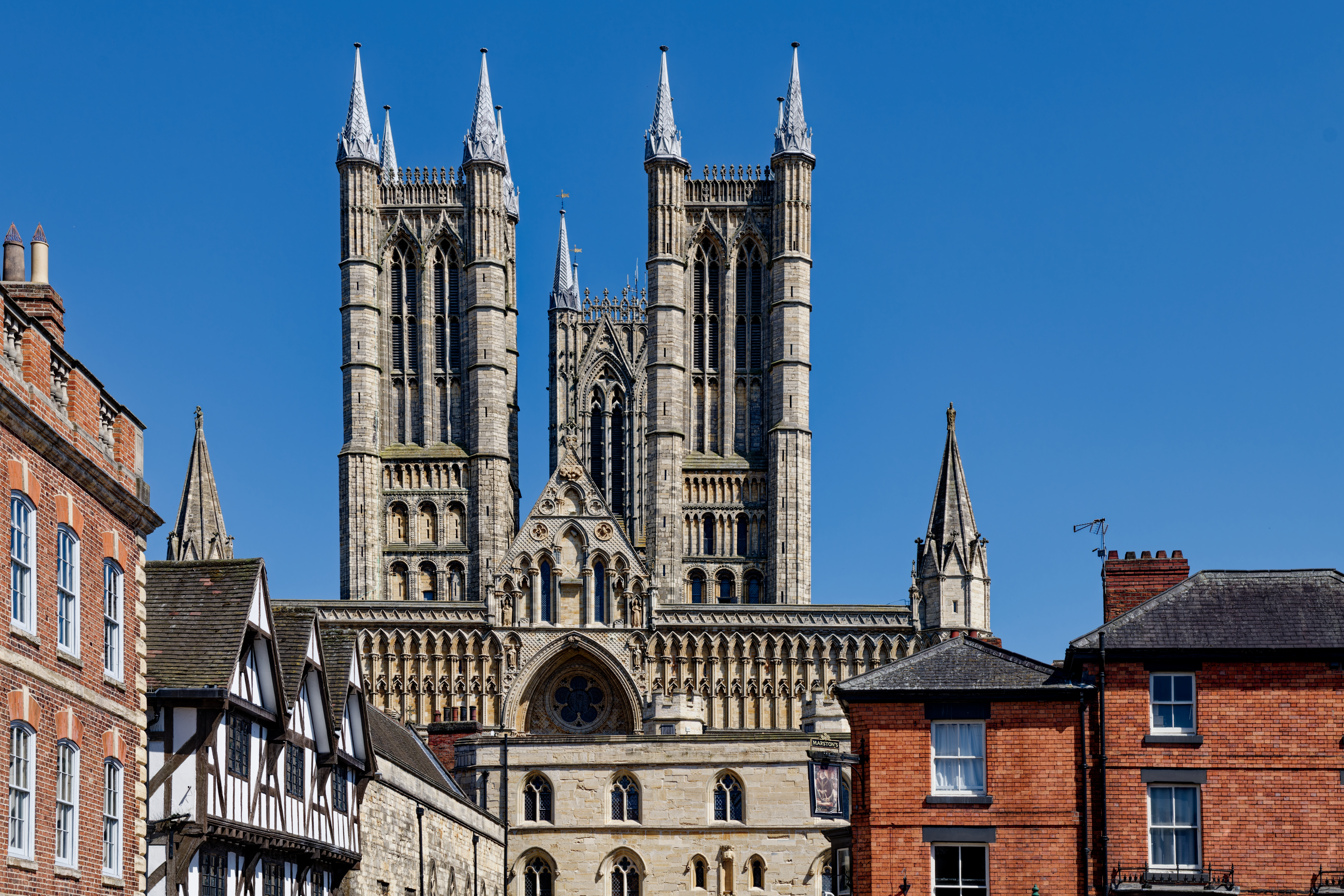
De kathedraal van Lincoln
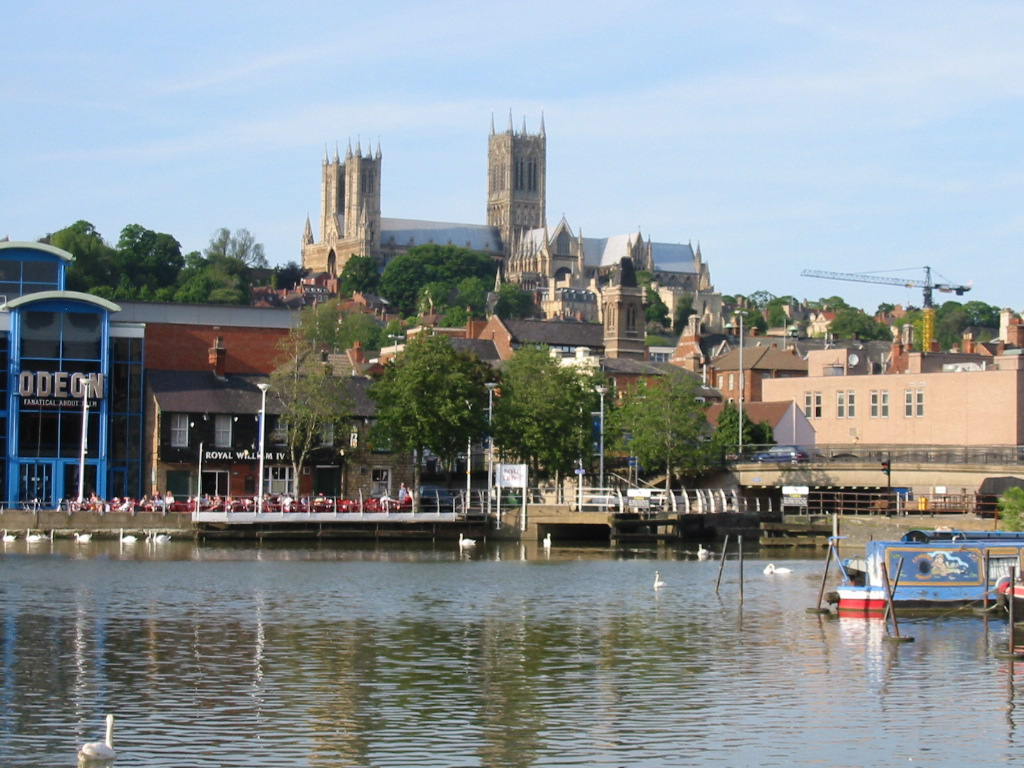
De binnenstad van Lincoln gezien vanaf de universiteit

## Evenement
Jaarlijks vindt in Lincoln het beroemde Asylum Steampunk Festival plaats, een fantasyfestival in Steampunkstijl. Hier werd in 2011 een poging gedaan om het wereldrecord te vestigen om de meeste steampunkers bij elkaar te brengen.

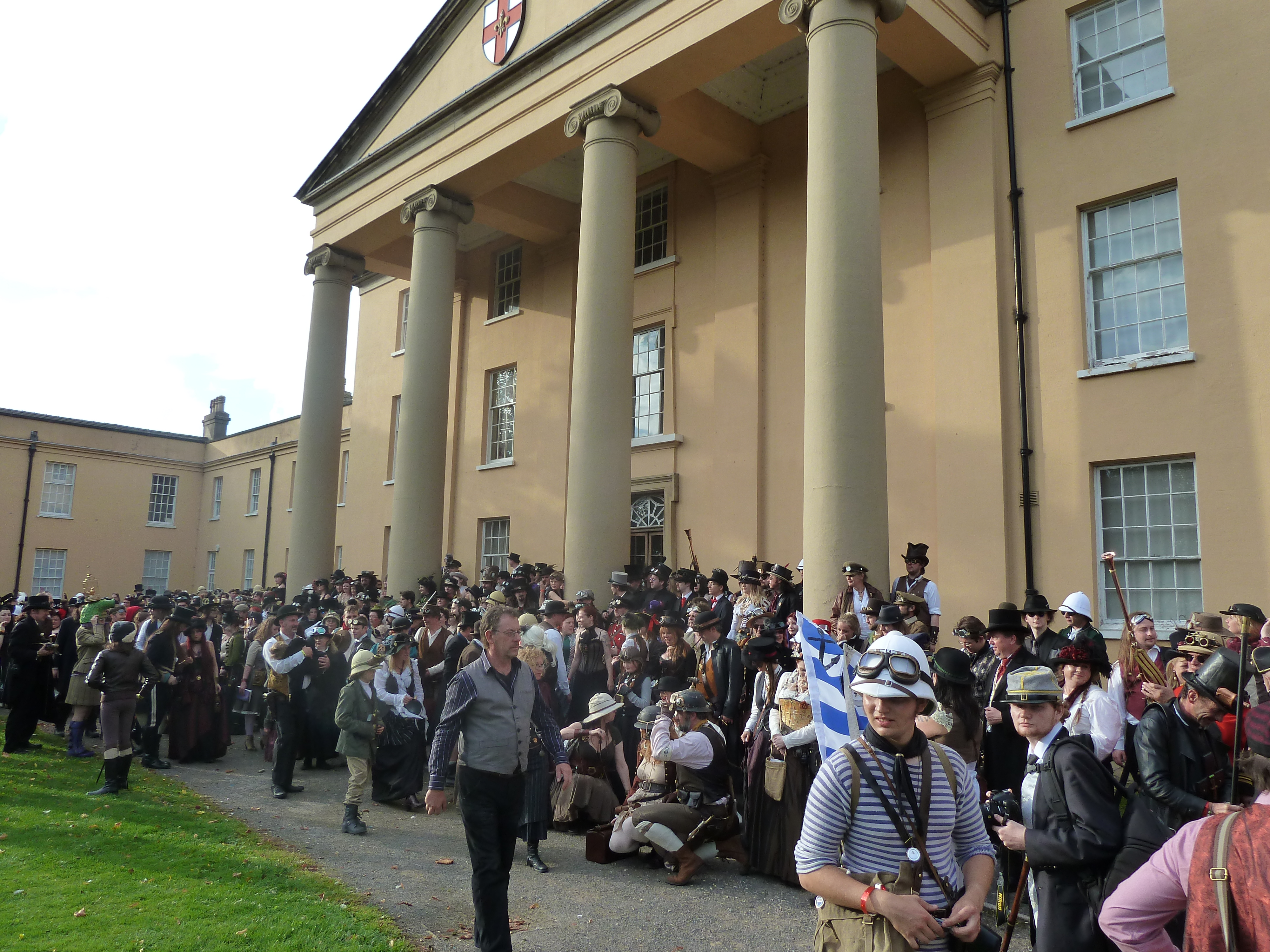
2011 world record attempt for most steampunks

## Geboren
- George Boole (1815-1864), wiskundige
- Neville Marriner (1924-2016), dirigent en violist
- Jim Broadbent (1949), acteur
- Steve Froggatt (1973), voetballer
- Paul Palmer (1974), zwemmer
- Robert Tobin (1983), atleet
- Sam Clucas (1990), voetballer
- Olivia Clark (2001), voetbalster